# Avram Axelrad

Portretul lui Avram Axelrad (Adolf Luca) de Max Maxy Herman

Avram Axelrad (nume complet Avram Adolf Axelrad) care semna și ca Adolf Luca (n. 1879, Bârlad – d. 12 august 1963, București) a fost un poet, publicist, traducător și editor român de origine evreiască care a lucrat și ca profesor de literatură în școli evreiești.
Părinții săi au fost Leon Axelrad și Hana Reisa.
În anul 1897, poetul Avram Axelrad activa ca învățător la Huși, la o școală particulară israelită, cu 50 de elevi, condusă de H. Rosenfeld.
În 1900, Avram Axelrad a editat la Bârlad revista literară Aurora, după care s-a mutat la București.
Avram Axelrad a lucrat în redacția unor gazete ca „Adevărul”, „România”, „Patria”; vreme de câteva decenii e de găsit semnând, deopotrivă ca poet și publicist, în periodice precum „Evenimentul” (Iași), „Tribuna populară”, „Arta”, „Cronica israelită”, „Mișcarea”, „Absolutio”, „Umanitatea”, „Puntea de fildeș”, „Dimineața”, „Adevărul literar și artistic”, „Curierul israelit”, „Semnalul”, „Gazeta evreiască” etc., în cea dintâi postură îndeobște sub numele real, A. Axelrad, în timp ce ca gazetar a apelat la pseudonime ca A. Luca, A.A. Luca (A. Luca-Axelrad) sau Roata, A. Roată, Moș Roată, A. Tutov(eanu). 

## Opera
Lucrări proprii
- 1900 - Spre răsărit - colecție de poezii inspirate de emigrarea evreilor din România spre America, mergând pe jos („Fussgeyers”).[5] Cuprinde versuri originale și traduceri din: Alfred de Vigny, Sully Prudhomme și Gotthold Ephraim Lessing[7]
- 1919 - Lădița cu necazuri - în care pune accent pe faptul că evreii nu au patrie.[5]
- 1945 - La râul Babilonului - o reeditare a celor incluse în „Lădița cu necazuri”, la care a adăugat noi poezii având ca temă Holocaustul evreilor din România.[5]

Prelucrări
- Edison și invențiunile sale. Prelucrare de A. Luca. Tinerețea lui Edison. Primele succese. Lampa incandescentă. Dinamoelectricul Edison. Telefonul magnetic. Microtelefonul Edison. Electromotograful. Condeiul electric. Fonograful. Cinematograful. Fotografia gîndurilor. București, Edit. Lumen, [1911].[7]
- Galileu. Viața și Opera sa. Prelucrare de A. Luca. București, Edit. Lumen, [1911]. (Biblioteca Lumen, nr. 95. Oameni celebri) [7]
- Guttenberg[!] [după C. Delon, de A. Luca]. București, Edit. propr. A. Axelrad, 1909[7]

Traduceri
- François Coppée, Copil de suflet, București, [1909]; [1916]. (Bibl. Lumen, nr. 6)[7]
- Maxim Gorki, Iubita. București, 1909. (Bibl. Lumen, nr. 14)[7]
- Charles Darwin, Lupta pentru existență. București, 1909 (Bibi. Lumen, nr. 26)[7][8]
- Charles Baudelaire, Poeme în Prosă. București, 1909. (Bibl. Lumen, 27)[7]
- Miguel de Cervantes, Câinii din Valladolid. București, [1910]. (Bibl. Lumen, nr. 29)[7]
- Georges-Louis Leclerc de Buffon, Omul și Natura. București, [1910]. (Bibl. Lumen, nr. 32)[7]
- Georg Brandes, Leon Tolstoi. Trad. de S. Brădeanu și Avram Axelrad. București, 1910.[7]
- Denis Diderot, Credință și ateism. București, [1911]. (Bibl. Lumen, nr. 76)[7]
- Andrew Carnegie, Miliardar american. București, [1911]. (Bibl. Lumen, nr. 80)[7]
- Ludwig Büchner, Ce-i omul? București, 1911. (Bibl. Lumen, nr. 84)[7]
- Jean Finot, Despre bogăție și sărăcie. București, 1912 (Bibl. Lumen, nr. 109)[7]
- Georges Clemenceau, Cele două Drapele. București, [1914].[7]
- Jean-Henri Fabre, Din viața insectelor. București, [1915]. (Bibl. Lumen, nr. 112)[7]
- Gaston Bonnier, Socialismul la albine. București, [1916]. (Bibl. Lumen, nr. 115)[7]